# سولكونازول
سولكونازول SULCONAZOLE وهو دواء عبارة عن مضاد فطري الأسماء التجارية إكسيلديرم EXELDERM

## التصنيف العلاجي للدواء والجرعة الدوائية
- يَنتَمي السُّولكونازول Sulconazole إلى مضادات الفطريات من مَجموعَةِ الآزولات Azoles.
- يُستعمَل الدَّواءُ عندَ البالغين مَوضِعياً بمقدار صغير على النَّاحيةِ المُصابَة، مع الدَّعك بلطف، مرَّة أو مرَّتين باليوم لمدَّة 3-4 أسابيع حسب الحالة.

## آلية عمل الدواء
تُقتَل الفُطرِيَّاتُ عن طريق تَداخُل مَجموعَةِ الآزول، مثل الكيتوكونازول Ketoconazole، مع أغشية الخلايا الخاصَّة بها، ممَّا يتسبَّب في ظهور ثُقوب في الغشاء الخلوي الفُطري، فتَتَسرَّب محتوياتُ الخلايا الفطريَّة، وتَموتُ الفُطرِيَّات. وتعدُّ أغشيةُ الخَلايا في الفُطرِيَّات ضَروريَّةً لبَقائها. وبذلك تُقتَل الفُطرِيَّاتُ وتُعالَج العَدوى.

## الاستطبابات
يُستَعمَل هذا الدواء في مُعالجَة أنواع مختلفة من العدوى الجلدية الفُطريَّة.

## موانع الاستعمال
- إذا كان لدى المَريض تَحسُّسٌ تجاه السُّولكونازول أو أيِّ مكوِّن آخر في هذا الدَّواء.
- يجب التأكُّدُ من القِيام بالإبلاغ عن التَّحسُّس الذي أصابَ المريضَ والكيفيَّة التي أثَّر بها فيه. ويتضمَّن ذلكالكشفَ عن وجود طَفح أو بثور أو حكَّة جلديَّة أو ضيق في التنفُّس أو صَفير عندَ الشَّهيق أو سُعال أو تَورُّم الوجه أو الشَّفتين أو اللِّسان أو الحَلق، أو أيَّة أعراض أخرى مُصاحبَة لاِستِعمال الدَّواء.

## الطريقة المثلى لاستعمال الدواء
1. حتَّى عندَ شُعورِ المريض بتحسُّن، يجب عليه استكمال هذا الدَّواء كما هو موصوف له (لا يَجوز وقفُ الدَّواء).
2. لا يَجوز تناولُ هذا الدَّواء عن طَريق الفم، لأنَّه يُستعمَل للجلد فقط، مع الحرص أن يكونَ بعيداً عن الفم والأنف والعينين، لأنَّه قد يسبِّب حُروقاً.
3. يجب غسلُ اليَدين قبلَ الاستعمال وبعده.
4. يجب تنظيفُ المكان المصاب قبلَ استعمال الدَّواء، مع التأكُّد من جفافه تَماماً.
5. توضَعُ طبقةٌ رقيقة من الدَّواء على الجلد المصاب، مع دعكِه برفق.

## التداخلات الغذائية
- لا يَجوز تناولُ هذا الدَّواء عن طَريق الفم، لأنَّه يُستعمَل للجلد فقط، مع الحرص أن يكونَ بعيداً عن الفم والأنف والعينين، لأنَّه قد يسبِّب حُروقاً.
- توضَعُ طبقةٌ رقيقة من الدَّواء على الجلد المصاب، مع دعكِه برفق.

## التداخلات الدوائية
1. لا يَجوز وضعُ غطاء أو أربطة أو ضماد طبِّي أو مَساحيق تجميل (مكياج) فوقَ المنطقة المصابة، إلاَّ بعدَ استشارة مقدِّم الرِّعاية الصحِّية.
2. لا تُوجَد تفاعلاتٌ معروفة مع هذا الدَّواء.

## إذا تأخرت عن موعد إحدى الجرعات
- يجب تَناولُ الجرعة المنسيَّة في أسرع وقتٍ ممكن.
- إذا حانَ الوقتُ للجرعة التالية، فلا يجوزُ تناولُ الجرعة المنسيَّة، بل تُتبَّع مَواعيدُ الجدول المنتظم المعتاد.
- يجب تَجنُّبُ تَناوُل جرعةٍ مزدوجة أو جرعات زائدَة.

## الاحتياطات
- يجب مُراجَعةُ الأَدويَة الأخرى مع مقدِّم الرِّعاية الصحِّية، لأنَّ هذا الدَّواءَ قد لا يمتزج جيِّداً مع غيره من الأَدويَة.
- لا يَجوز وضعُ غطاء أو أربطة أو ضماد طبِّي أو مَساحيق تجميل (مكياج) فوقَ المنطقة المصابة، إلاَّ بعدَ استشارة مقدِّم الرِّعاية الصحِّية.
- يجب إخبارُ مقدِّم الرِّعاية الصحِّية بالنِّسبة للمرأة الحامِل أو التي تُخطِّط للحَمل.
- يجب إخبارُ مقدِّم الرِّعاية الصحِّية إذا كانت المرأةُ ترضع رضاعةً طبيعيَّة من الثَّدي.

## التأثيرات الجانبية
تَهيُّج الجلد.

## المراقبة
التغيُّر الذي يَطرأ على الحالة الخاضعة للعلاج: هل حدث تَحسُّن؟ هل ساءت الحالةُ أم لم يَطرأ عليها أيُّ تَغيُّر؟
- الأسباب التي تدعو لاستدعاء مقدم الرعاية الصحية (الطبيب) على الفور:
  - عندَ الشكِّ في تَطبيق جرعةٍ زائدة، يجب الاتِّصالُ بمركز معلومات الأَدويَة والسُّموم المَحلِّي أو الطَّبيب على الفور.
  - ظُهور عَلامات حُدوث ردَّة فعل خَطيرة على الحياة، ويتضمَّن ذلك الصَّفيرَ خلال التنفُّس والإحساس بضيق في الصَّدر، الحمَّى، الحكَّة، سُعال شديد، ازرقاق في لون الجلد، نوبات صرعيَّة، أو تورُّم في الوجه أو الشَّفتين أو اللِّسان أو الحلق.
  - تَهيُّج شَديد بالجلد.
  - عَدَم حُدوث تَحسُّن في الحالةِ المرضيَّة أو الشُّعور بأنَّها تَسوء.

## التخزين
يُحفَظ الدَّواءُ في دَرجَة حَرارة الغُرفَة.

## إرشادات عامة
1. إذا كان المريضُ يُعانِي من تَحسُّس يمثِّل خطراً على حياة المَريض، فيجب أن يرتدي سواراً أو يحمل بطاقةً تدلُّ على هذا التَّحسُّس طَوالَ الوقت.
2. لا يَجوزُ للمَريض مُشارَكةُ الدَّواء مع الآخرين، ولا يجوز تناولُ دواء شخصٍ آخر.
3. يجب إِبعادُ الدَّواء عن مُتَناول الأَطفال.
4. يجب أن يحتفظَ المريضُ بقائِمَة أدويته (وصفة طبِّية للدَّواء، المُنتَجات الطبيعيَّة، المكمِّلات الغذائيَّة، الفيتامينات والأَدويَة التي تُصرَف من دون وصفة طبِّية)، وإعطاء هذه القائِمَة لمقدِّم الرِّعاية الصحِّية (الطَّبيب، الممرِّضة، الممرِّضة الممارسة، الصَّيدلانِي، مُساعِد الطَّبيب).
5. يجب التَّحدُّثُ مع مُقدِّم الرِّعاية الصحِّية قبلَ البدء في تَناوُل أيِّ دَواء جَديد، بما في ذلك الأَدويَةُ التي تُصرَف من دون وصفةٍ طبِّية والمُنتَجات الطبيعيَّة أو الفيتامينات.